# Ron miel
Ron miel (of ronmiel) is een soort rum uit de Canarische Eilanden. De naam betekent 
honingrum. Het uiteindelijke product bevat minimaal 2% honing.
Ron miel wordt geproduceerd uit suikerriet of melasse. Het alcoholpercentage varieert van 20 tot 30 procent.
Ron miel smaakt zacht en zoet, heeft een zachte honinggeur, en is goudkleurig. Men gebruikt het als aperitief of als digestief.
Nadat Christoffel Columbus Amerika had ontdekt, leidde de vaarweg van en naar Amerika langs de Canarische Eilanden. De lokale bevolking kwam hierdoor in aanraking met producten uit Amerika. Daardoor werd onder andere suikerriet geïntroduceerd. Men leerde ook hoe de indianen uit Amerika rum maakten uit suikerriet. De eilandbewoners voegden aan deze rum honing toe.

## Soorten
- Ron miel Arehucas Guanche, Arucas, Las Palmas sinds 1884
- Ron miel Artemi
- Ron miel de Canarias Cocal, Tejina, San Cristóbal de La Laguna, Tenerife sinds 1948
- Ron miel Guajiro de Canarias
- Ron miel Indias
- Ron miel Tobacco